# Rhabdomastix nebulifera
Rhabdomastix nebulifera là một loài ruồi trong họ Limoniidae. Chúng phân bố ở miền Cổ bắc.